# Östra Blänkan
Östra Blänkan är klippor nära Stenskär i Nagu,  Finland.   De ligger i Pargas stad i landskapet Egentliga Finland. Ön ligger omkring 3 kilometer väster om Stenskär, omkring 14 kilometer söder om Nagu kyrka,  45 kilometer söder om Åbo och 160 km väster om Helsingfors. Närmaste allmänna förbindelse är förbindelsebryggan vid Grötö som trafikeras av M/S Nordep och M/S Cheri.
Terrängen runt Östra Blänkan är mycket platt.  Närmaste större samhälle är Nagu, 14,3 km norr om Östra Blänkan. 